# Сарыкумак (Атырауская область)
Сарыкумак (каз. Сарықұмақ) — село в Кзылкогинском районе Атырауской области Казахстана. Входит в состав Мукурского сельского округа. Код КАТО — 234847500.

## Население
В 1999 году население села составляло 179 человек (83 мужчины и 96 женщин). По данным переписи 2009 года, в селе проживало 155 человек (85 мужчин и 70 женщин).